# Хроника Холодной войны (1947 год)
Хронология Холодной войны
- 1943
- 1944
- 1945
- 1946
- 1947
- 1948
- 1949
- 1950
- 1951
- 1952
- 1953
- 1954
- 1955
- 1956
- 1957
- 1958
- 1959
- 1960
- 1961
- 1962
- 1963
- 1964
- 1965
- 1966
- 1967
- 1968
- 1969
- 1970
- 1971
- 1972
- 1973
- 1974
- 1975
- 1976
- 1977
- 1978
- 1979
- 1980
- 1981
- 1982
- 1983
- 1984
- 1985
- 1986
- 1987
- 1988
- 1989
- 1990
- 1991

- 1 января: Американская и британская оккупационные зоны в Германии объединяются в совместную зону, также известную как Бизония.
- 10 февраля: Создание нейтральной Свободной территории Триест.
- 7 марта: Начало гражданской войны в Парагвае.
- 12 марта: Президент США Гарри Трумэн провозглашает Доктрину Трумэна, начиная с оказания помощи Греции и Турции, чтобы предотвратить их попадание в советскую сферу.
- 16 апреля: Крупный американский финансист Бернард Барух в речи, произнесённой на церемонии открытия его портрета в Палате представителей Южной Каролины, употребляет выражение «Холодная война» для описания отношений между Соединёнными Штатами и Советским Союзом.
- 22 мая: США предоставляют Греции и Турции военную помощь в размере 400 миллионов долларов, сигнализируя о своём намерении сдержать коммунизм в Средиземноморье.
- 5 июня: Государственный секретарь США Джордж Маршалл излагает планы комплексной программы экономической помощи разорённым войной странам Западной Европы, которая стала известна во всём мире как план Маршалла.
- 11 июля: США объявляют о новой оккупационной политике в Германии. Оккупационная директива JCS 1067, экономический раздел которой запрещал «шаги, направленные на экономическое восстановление Германии [или] направленные на поддержание или укрепление немецкой экономики», заменена новой оккупационной директивой США JCS 1779, в которой вместо этого отмечается, что «упорядоченное процветающая Европа требует экономического вклада стабильной и продуктивной Германии».
- 14 августа: Пакистан получает независимость от Соединённого Королевства.
- 15 августа: Индия получает независимость от Соединённого Королевства.
- Сентябрь: Советский Союз формирует Коммунистическое информационное бюро (КОМИНФОРМ), с помощью которого он диктует дальнейшие действия руководству зарубежных коммунистических партий в некоммунистических странах.
- 20 октября: Станислав Миколайчик, лидер некоммунистической Польской народной партии, бежит из страны перед предстоящим арестом. Легальная политическая оппозиция управляемому из Москвы польскому коммунистическому режиму ликвидирована.
- 14 ноября: Организация Объединённых Наций принимает резолюцию, призывающую к выводу иностранных войск из Кореи, свободным выборам в каждой из двух администраций и созданию комиссии ООН, посвящённой объединению полуострова.
- 29 ноября: Организация Объединённых Наций разделяет Палестину.
- 30 ноября: Арабо-израильская война 1947—1949 годов и гражданская война в Палестине.
- 30 декабря: В Румынии король Румынии Михай I вынужден отречься от престола по приказу лидера румынской компартии Георге Георгиу-Деж, монархия упразднена и вместо неё учреждена Народная Республика Румыния. Коммунистическая партия правила страной до декабря 1989 года.